# Andrew Scheer
Andrew James Scheer (Ottawa, 20 maggio 1979) è un politico canadese, leader del Partito Conservatore dal 2017 al 2020.
Per quanto riguarda le questioni di politica estera, Andrew Scheer e il partito conservatore propongono di ridurre del 25 per cento l'assistenza allo sviluppo del Canada ai paesi più poveri del mondo. I conservatori intendono anche "rafforzare i legami con paesi con visioni simili" come il Giappone, l'India e Israele. Al contrario, denunciano diversi paesi, tra cui la Russia, la Corea del Nord e l'Iran, come "antagonisti e addirittura apertamente ostili agli interessi e ai valori canadesi". Il partito chiede inoltre che l'ambasciata canadese in Israele venga spostata da Tel Aviv a Gerusalemme, in linea con la decisione del presidente degli Stati Uniti Donald Trump, e che il contributo del Canada all'Agenzia delle Nazioni Unite per il soccorso e i lavori, che fornisce assistenza ai rifugiati palestinesi, venga sospeso.